# Озеро Справедливости
О́зеро Справедли́вости (лат. Lacus Bonitatis) — небольшое лунное море в северо-восточной части видимого лунного диска.
Селенографические координаты 23°11′ с. ш. 44°19′ в. д. / 23,18° с. ш. 44,32° в. д., диаметр около 122 км. К юго-востоку от озера расположен кратер Макробий, к северо-западу — Таврские горы.